# Gerhard Mertins
Gerhard Georg Mertins (* 30. Dezember 1919 in Berlin; † 19. März 1993 in Fort Lauderdale, Florida) war zur Zeit des Nationalsozialismus ein bekanntes Mitglied der Waffen-SS und nach dem Zweiten Weltkrieg einer der bekanntesten Waffenexporteure der Bundesrepublik Deutschland.

## Leben

### Vor 1945
Gerhard Mertins wuchs in Berlin auf. In der Zeit des Nationalsozialismus absolvierte er eine militärische Ausbildung an der Kadettenschule Internat Insel Scharfenberg bei Berlin. Während des Zweiten Weltkriegs machte er Karriere als Berufsoffizier. So diente Mertins unter Otto Skorzeny und war einer der drei Offiziere des SS-Kommandos, welches am 12. September 1943 am Unternehmen Eiche zur Befreiung von Benito Mussolini teilnahm, der im Gran Sasso interniert war. Zwischen 1940 und 1943 wurde er fünf Mal verwundet.  Für seinen Sprungeinsatz auf Kreta (Agyia) und den „großen Abwehrerfolg“ im Mittelabschnitt des Ostfronteinsatz vom 1. Oktober 1942 bis 15. Februar 1943, wo er die 4. Kompanie des Fallschirm-Pionier-Bataillon befehligte, wurde er mit dem Deutschen Kreuz in Gold ausgezeichnet. Mit Teilen seines Fallschirm-Bataillons 5 geriet er 1944 in den Kessel von Falaise, konnte jedoch am 20. August daraus entkommen. Am 6. Dezember 1944 erhielt er als Hauptmann und Führer des Fallschirm-Pionier-Bataillons 5 das Ritterkreuz des Eisernen Kreuzes. Letzter Dienstrang war der eines Fallschirmjäger-Majors.

### Nach 1945
Nach dem Krieg besuchte Mertins die höhere Handelsschule und wurde Assistent des Generaldirektors des Volkswagenwerks in Wolfsburg. Er war unter anderem für den Export des Käfer zuständig. Ab 1947 lebte er in Bremen, wo er sich selbstständig machte und einen Großhandel für Industriebedarfsartikel sowie ein Taxiunternehmen gründete. Für Mercedes wickelte er Exportgeschäfte im Nahen Osten und in Afrika ab.
In Bremen wurde er Führer der „Grünen Teufel“, einer Vereinigung, in der sich ehemalige Fallschirmjäger sammelten. Die „Grünen Teufel“ Mertins’ setzten sich für die Remilitarisierung Deutschlands ein und organisierten Veranstaltungen mit Otto Ernst Remer sowie der Hilfsgemeinschaft auf Gegenseitigkeit der Angehörigen der ehemaligen Waffen-SS, in der Mertins Mitglied war. Aus einem Dossier des Armeegeheimdienstes der Vereinigten Staaten CIC von 1951 ging hervor, dass Mertins in verschiedenen „neo-nazistischen“ Organisationen aktiv war. Er wurde als wichtiger Unterstützer und Förderer der Sozialistischen Reichspartei eingestuft.
Im September 1951 ging Mertins nach Ägypten. Dort arbeitete er eng im Stab von Wilhelm Fahrmbacher mit, der von März 1951 bis August 1958 Militärberater des zentralen Planungsstabes der ägyptischen Armee war. Mertins war bis 1955 Leiter der Beratergruppe für Luftlandetruppen im ägyptischen Verteidigungsministerium und Ausbilder eines ägyptischen Elite-Fallschirm-Regiments. Nach dem Aufenthalt in Ägypten bereiste Mertins verschiedene Länder und ging verschiedenen Tätigkeiten nach. So trainierte er das Fallschirm-Regiment in Syrien und fungierte als Verkaufsberater für verschiedene deutsche Unternehmen, insbesondere für ein Unternehmen von Herbert Quandt, der Mercedes-Benz-Fahrzeuge in den Mittleren Osten verkaufte. Das machte ihn für verschiedene Geheimdienste interessant, so etwa für das amerikanische Counter Intelligence Corps (CIC), von dem er für seine Informationen regelmäßige Zahlungen erhielt. Unter dem Decknamen „Uranus“ wurde Mertins ab 1956 vom Bundesnachrichtendienst (BND) als Mitarbeiter geführt. In einer selbst verfassten Kurzbiografie gab Mertins an „1956–1962 – Errichtung einer deutschen Export-Organisation im Mittleren Osten einschließlich der Länder Saudi-Arabien, Ägypten, Syrien, Bahrain und anderer“.

### Waffenhandel – die Merex AG
Zusammen mit Otto Skorzeny, mit dem er 1954 während seines Aufenthalts in Ägypten zusammenarbeitete, gründete Mertins 1963 in Vevey, Schweiz, die Exportfirma Merex AG, die jahrelang deutsche Waffen ins Ausland exportierte. „Merex“ war ein Akronym für Mertins-Export.
Laut eigenen Angaben pflegte er ab 1965 eine „dauerhafte Kooperation“ mit dem iranischen Geheimdienst SAVAK und arbeitete bis 1969 eng mit dem Bundesnachrichtendienst und auf dessen Veranlassung ebenfalls mit anderen westlichen Geheimdiensten zusammen. Einer breiteren Öffentlichkeit bekannt wurde Mertins durch den Verkauf von Kampfflugzeugen des Typs North American F-86 nach Pakistan. Die Jets stammten aus Beständen der Luftwaffe der Bundeswehr und waren mit Hilfe des BND und Zustimmung deutscher Behörden über einen Umweg über Iran an den Endabnehmer verschifft worden. Mertins soll bei diesem Geschäft als Mittelsmann von Samuel Cummings, einem ebenfalls international agierenden Waffenhändler, tätig gewesen sein.
Nach Enthüllung durch das Nachrichtenmagazin Spiegel, dass Mertins Kriegsgerät in Krisengebiete geliefert hatte, erhob die Bonner Staatsanwaltschaft Anklage gegen ihn wegen illegalen Waffenhandels. Mertins wurde 1980 freigesprochen und erhielt eine Entschädigung des Bundes in Höhe von fünf Millionen D-Mark. Er konnte nachweisen, dass der Bundesnachrichtendienst die Exporte in Auftrag gegeben und er somit im Staatsauftrag gehandelt hatte.

### 1960er und 1970er Jahre
1967 erwarb Mertins das Gut Buschhof in Thomasberg bei Königswinter, das er 1971 zu einem Teil zu einem Hotel umbaute. 1972 entstanden eine Gaststätte sowie Freizeitanlagen.
Eine besondere Beziehung pflegte Mertins zu Chile. Ende 1975 empfing er den unter falschen Namen in die Bundesrepublik eingereisten Leiter des chilenischen Geheimdienstes Manuel Contreras und reiste mit ihm später in den Iran weiter. 1978 gründete Mertins den „Freundeskreis Colonia Dignidad“, dem verschiedene bundesdeutsche Politiker angehörten und der die durch Foltervorwürfe in Verruf geratene deutsche Siedlung im Süden von Chile unterstützte. Dem „Freundeskreis“ gehörten zeitweilig 120 Personen an.

## Filme über Gerhard Mertins
- Die Akte BND: Der Geheimdienst und sein erster Waffenhändler von Rainer Kahrs. 2019, 45 Minuten.[16]